# Maison de l'ancienne rue de la Goutte
La maison de l'ancienne rue de la Goutte, se trouve à Cusset, près de Vichy dans le sud-est du département de l'Allier, en France.

## Localisation
La maison est située sur l'ancienne rue de la Goutte, aujourd'hui disparue, et la maison donne désormais sur un square partie de la rue Saturnin-Arloing, dans le centre historique de la ville. 

## Historique
C'est une maison du XVIe siècle, un des rares exemples d'architecture de la Renaissance subsistant à Cusset.
Elle est inscrite partiellement à l'inventaire supplémentaire des monuments historiques en 1929.

## Description
La maison conserve une tourelle d'escalier avec deux éléments remarquables, inscrits le 29 mars 1929 aux Monuments historiques : une porte d'entrée encadrée de deux colonnes ioniques cannelées couvertes d'un entablement et d'un fronton triangulaire orné de billettes, le tout sculpté et juste au dessus une petite fenêtre d'escalier encadrée de deux cariatides représentant un homme et une femme et d'une frise à rinceaux.
Porte et fenêtre sont en 2020 dans un état très dégradé.

## Galerie photos

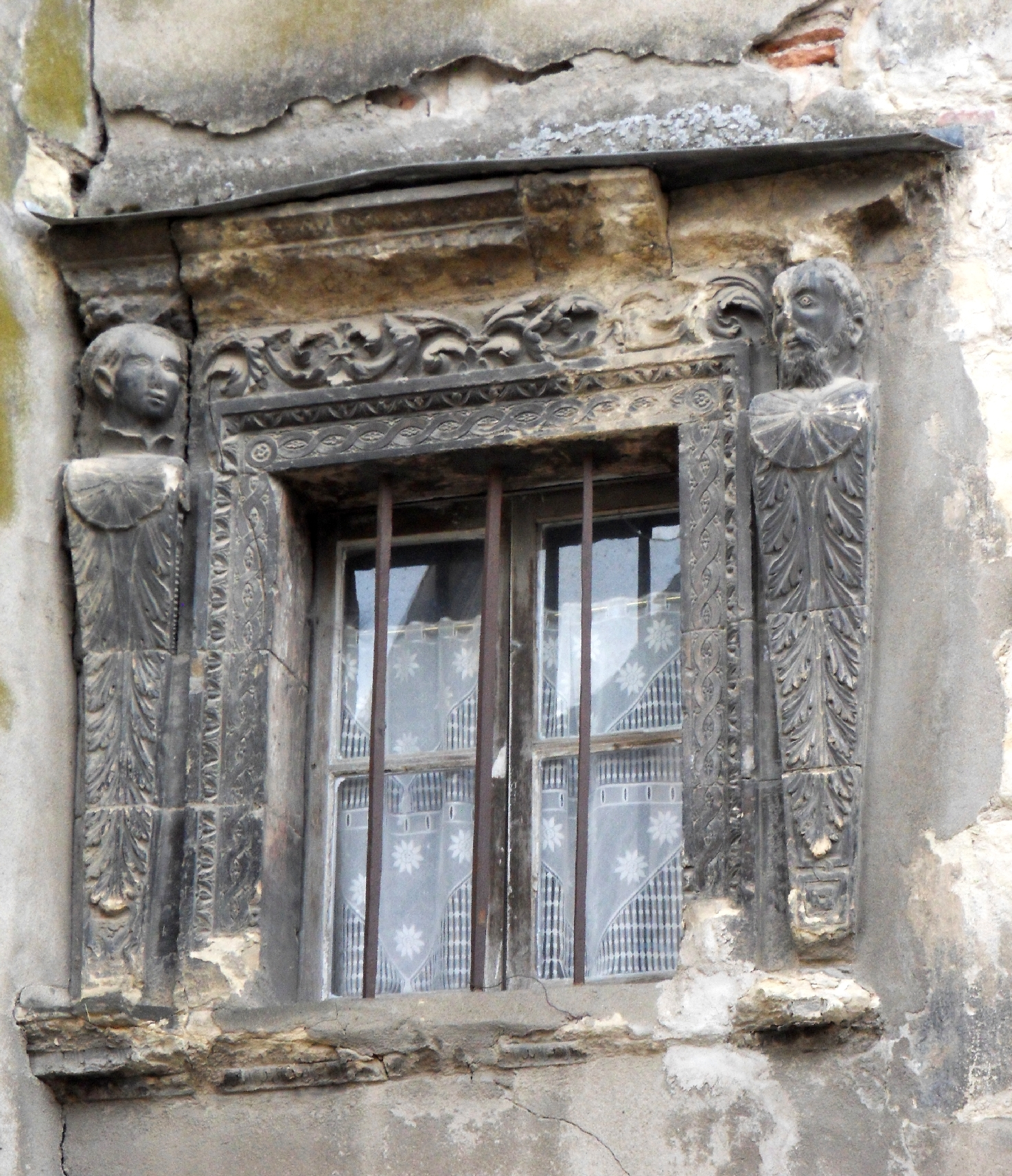
Fenêtre avec ses deux cariatides.
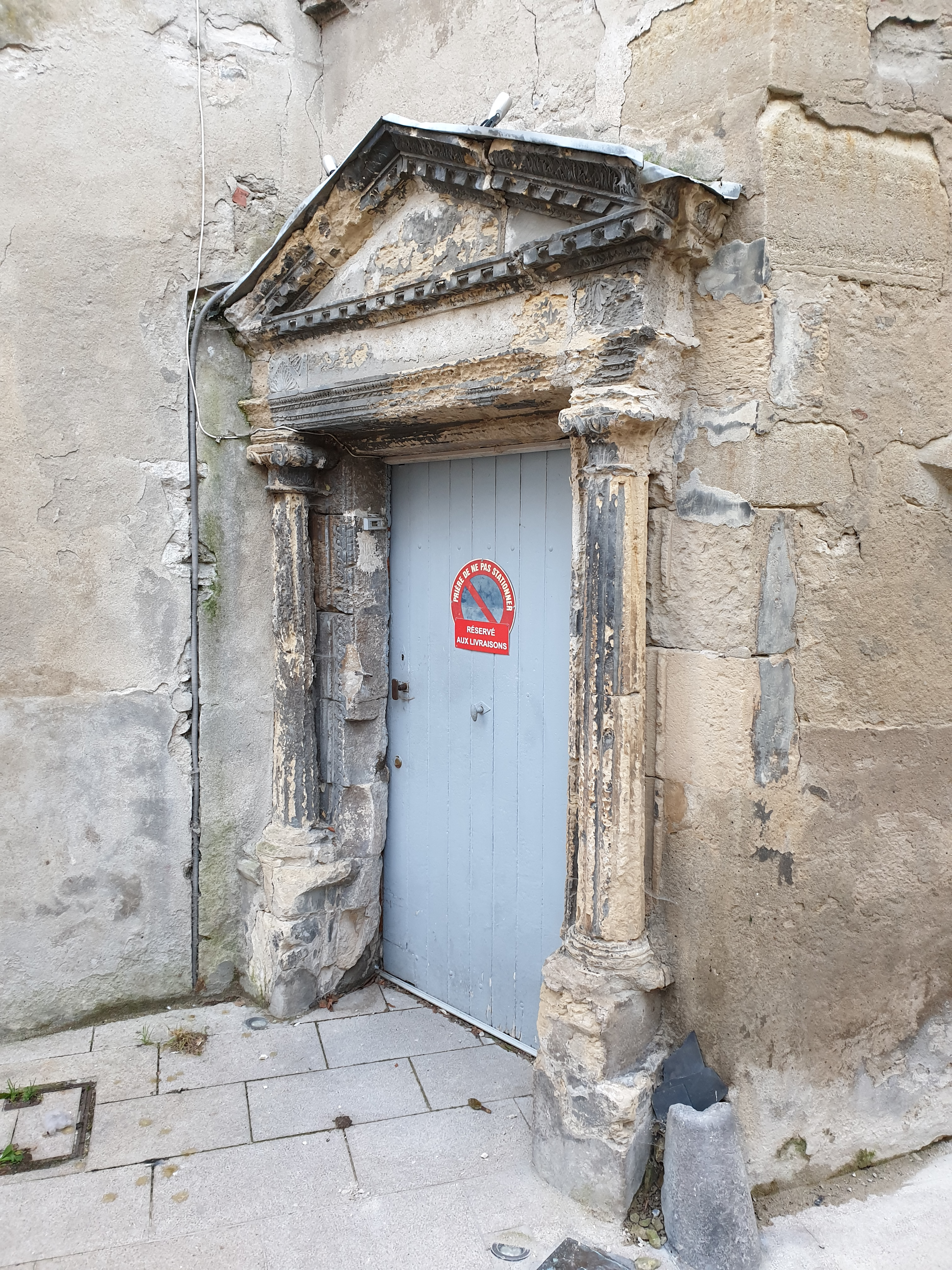
La porte avec son fronton et ses deux colonnes.
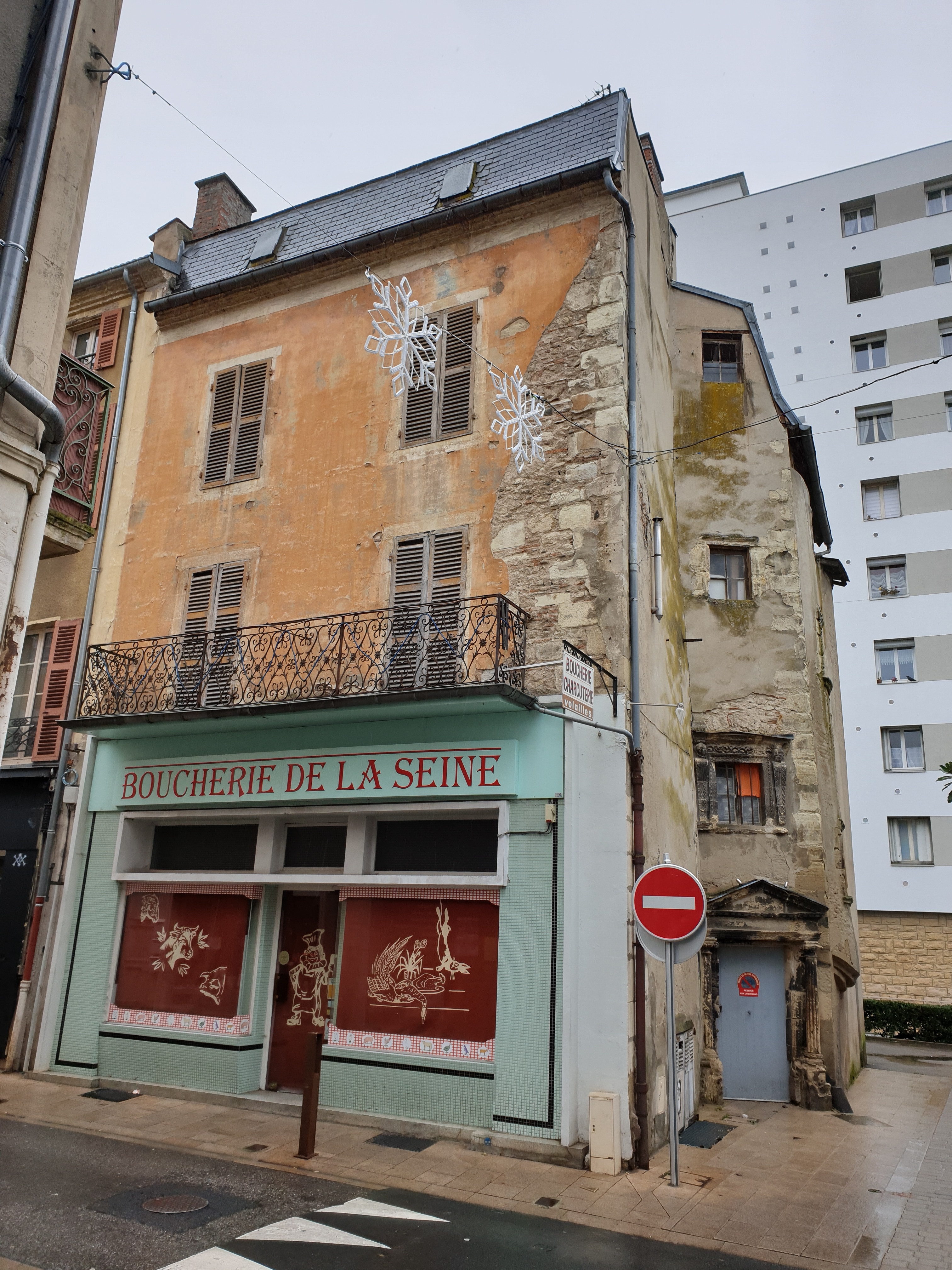
Vue de la maison depuis le carrefour entre la rue Saturnin-Arloing et la rue des Bons-Enfants.